# Biosensor
En biosensor är ett analytiskt verktyg, som kan hitta intressanta kemiska beståndsdelar, vilka kombinerar en biologisk komponent med en fysikokemisk detektor. Detta baseras på att det i biologiska system finns molekyler med överlägsen förmåga att känna igen och binda till olika sådana så kallade analyter. 

## Verktyget
Sensorn innehåller
- det känsliga biologiska elementet (biologiskt material (t.ex. vävnad, mikroorganismer, organeller, cellreceptorer, enzymer, antikroppar, nukleinsyror etc.), ett biologiskt framtaget material eller biomimisk komponent, som interagerar med (binder till eller känner igen) den analyt som studeras. De biologiskt känsliga ämnena kan också skapas med bioteknik.
- givaren eller detektorelementet, som fungerar på ett fysikokemiskt sätt: optiskt, piezoelektriskt, elektrokemist etc),  omvandlar signalen som härrör från analytens växelverkan med det biologiska elementet till en annan signal, vilken kan lättare mätas och kvantifieras,
- biosensorns läsar-enhet med tillhörande elektronik eller signalprocessor, som i första hand ansvarar för att visna resultaten på ett användarvänligt sätt.[2] Detta utgör ibland för den dyraste delen av sensoranordningen, men det är möjligt att alstra en användarvänlig display som inkluderar givare och känslig del (t.ex. Holografisk sensor). Läsarenheterna är vanligtvis skräddarsydda och tillverkade för att passa de olika biosensorernas arbetsprinciper.

## Tillämpningar
Man arbetar med biomolekyler för olika tillämpningar, signalöverföringstekniker och metoder för att tolka data. Biomolekyler har speciella egenskaper som gör dem överlägsna i vissa sammanhang. Analytikern bör vara väl förtrogen med dessa för att kunna avgöra för- och nackdelar med biosensorer jämfört med andra typer av sensorer.
Biosensorer används därför inom många olika områden från medicinsk diagnostik till processövervakning i läkemedelsindustrin och detektion av narkotika och sprängämnen på flygplatser. Biosensortekniker finner också ständigt nya tillämpningar inom genomik och proteomik.
Ett mycket vanligt förekommande exempel är blodsockermätare för att  övervaka blodsockerhalt.